# Масковые певуны
Масковые певуны (лат. Geothlypis) — род птиц из семейства древесницевых.

## Описание
Внешне все виды, за исключением лугового маскового певуна (Geothlypis poliocephala), сильно похожи друг на друга. Оперение верхней части тела чаще оливково-зелёного или оливково-жёлтого цвета; оперение нижней части тела желтоватого цвета, клюв чёрный. Характерным признаком взрослых самцов является «чёрная маска» лица, которая отчётливо выделяется на фоне остального оперения. Другой выделяющийся признак большинства самцов — это окаймляющая сверху чёрную маску лица полоса, тянущаяся обычно до затылка и кроющих уха.

## Распространение
Масковые певуны, за исключением маскового певуна (Geothlypis aequinoctialis) и желтогорлого певуна (Geothlypis trichas), оседлые птицы. Область распространения простирается от Северной Америки через Центральную Америку до Южной Америки. Четыре вида являются эндемиками Мексики. Птицы обитают преимущественно на болотах и в других влажных областях. Они строят своё хорошо замаскированное, глубокое гнездо в форме чаши в траве или низкорослом кустарнике. Птицы питаются преимущественно насекомыми и другими беспозвоночными.

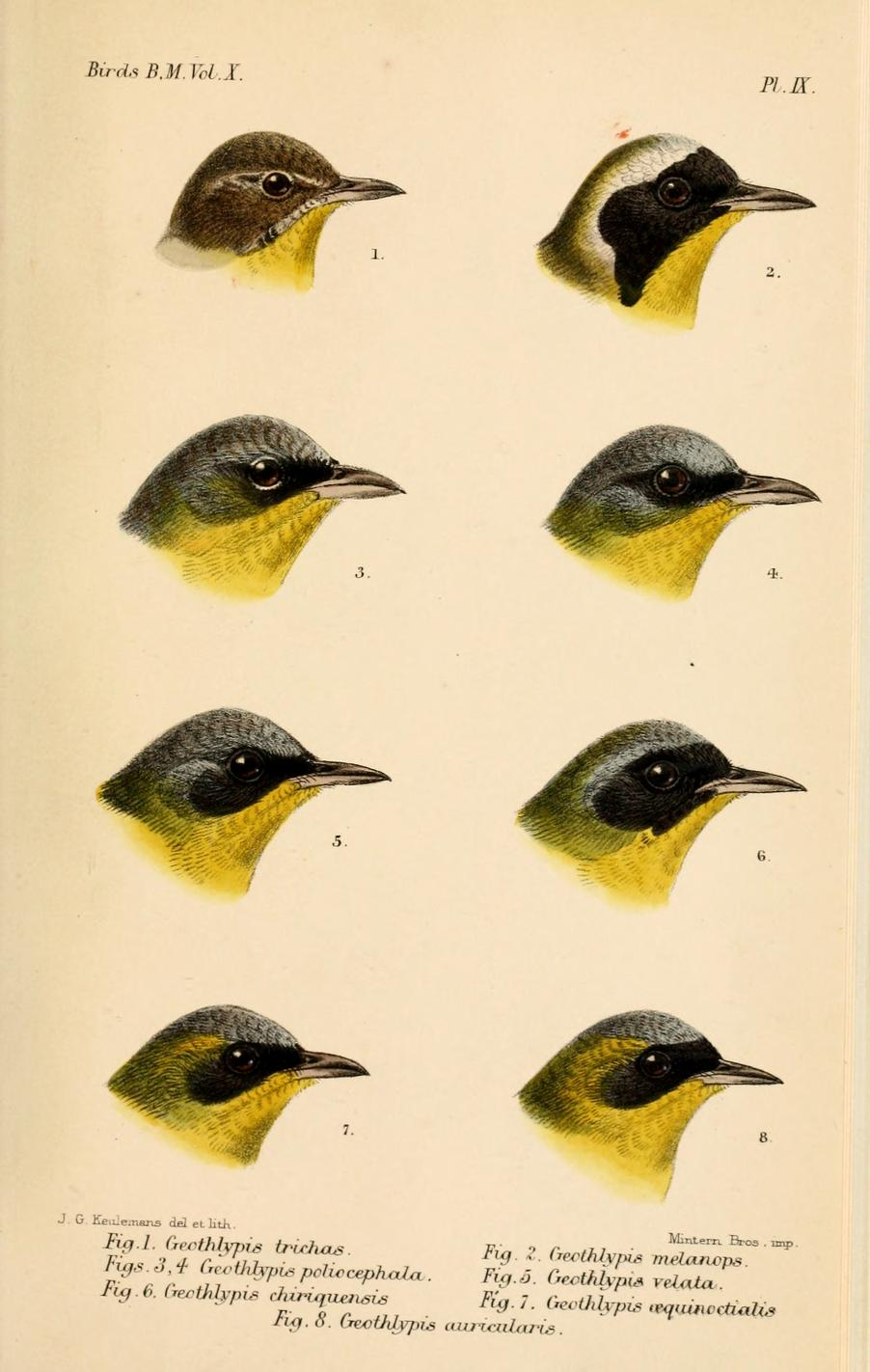
Головы разных видов

## Виды
В состав рода включают 15 видов:
- Geothlypis aequinoctialis — Масковый певун
- Geothlypis beldingi — Золотистый масковый певун
- Geothlypis flavovelata — Золотоголовый масковый певун
- Geothlypis nelsoni — Темнолобый масковый певун
- Geothlypis poliocephala — Луговой масковый певун
- Geothlypis rostrata — Багамский масковый певун
- Geothlypis semiflava — Оливковоголовый масковый певун
- Geothlypis speciosa — Охристогрудый масковый певун
- Geothlypis trichas — Желтогорлый певун
- Geothlypis chiriquensis — Панамский масковый певун
- Geothlypis auricularis
- Geothlypis velata
- Geothlypis tolmiei — Кустарниковый масковый певун
- Geothlypis philadelphia — Сероголовый масковый певун
- Geothlypis formosa — Кентуккский масковый певун